# Elbit Lizard

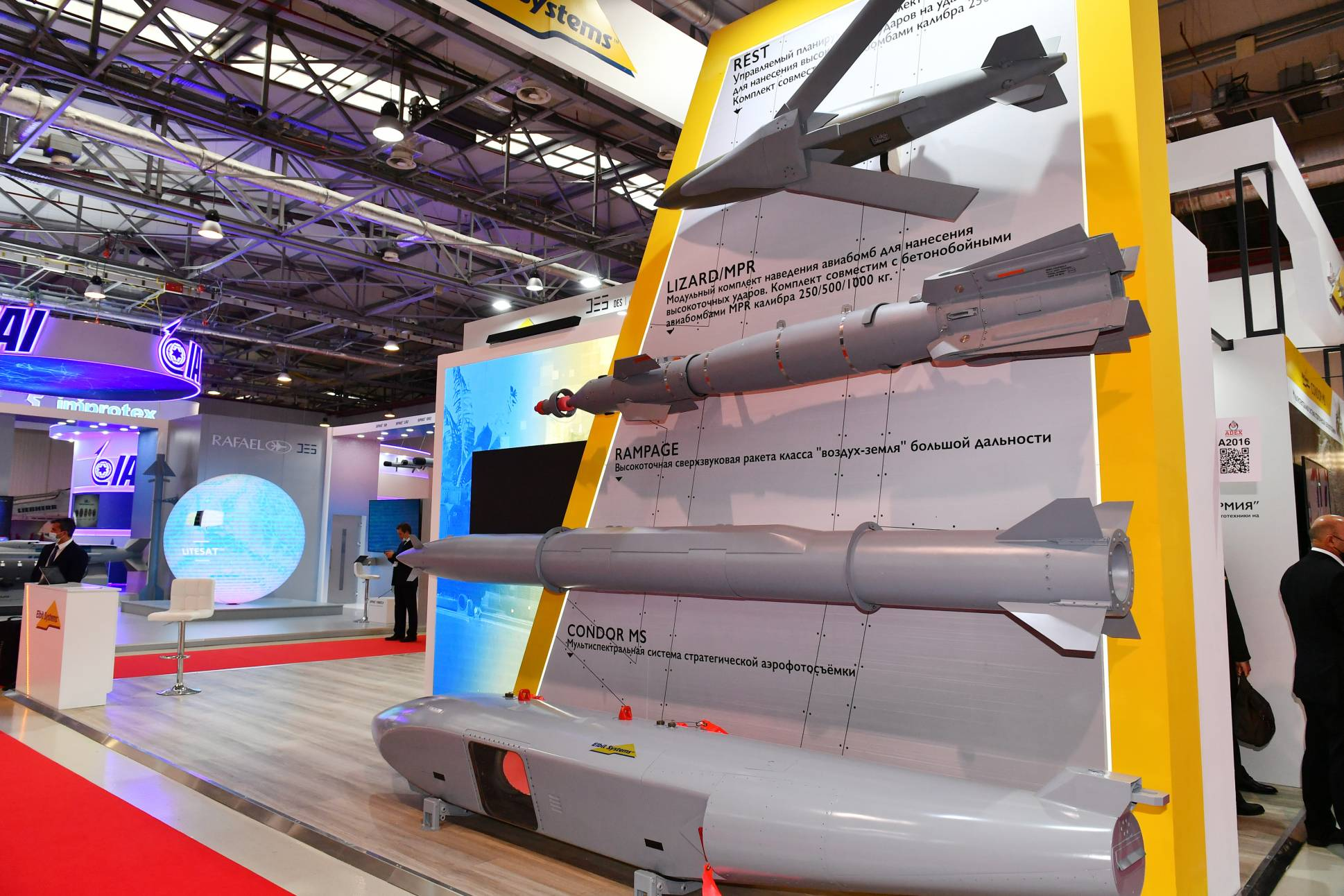
A Lizard bomba felülről a második a képen

A Lizard félaktív lézeres rávezetést alkalmazó irányítókészlet légibombákhoz, amelyet az izraeli Elbit Systems fejleszt és gyárt. A Lizard irányítókészlet illeszkedik az izraeli MPR 500, 1000 és 2000, valamint a széles körben elterjedt amerikai Mk 82, Mk 83 és Mk 84 légibombákhoz, precíziós fegyverré alakítva azokat. Lényegében az amerikai Paveway bombák izraeli megfelelőjének tekinthető. Körkörös szórása (CEP): kevesebb mint 2 méter.
A típus három változatban érhető el napjainkban:
- Lizard-3 - modernizált, mozgócélok ellen hatékonyabban alkalmazható változat. Legnagyobb célsebesség: 100 km/óra.
- Lizard-4 - a lézeres rávezetés mellett műholdas GPS/INS rávezetés is alkalmaz, hogy rossz látási viszonyok között is célba találjon. Hatótávolsága is nagyobb: akár 40 km is lehet.[1] Ez a változat az amerikai Enhanced Paveway II bombák izraeli megfelelőjének tekinthető. (pl. GBU-49)
- Mini Lizard - kis méretű, lézeres és opcionálisan GPS/INS rávezetés alkalmazó bomba 9 kg-os harci résszel. Az elsősorban drónok és könnyű támadó repülőgépek számára kifejlesztett siklóbomba "sikló aránya": 4:1-hez vagyis az indítási magasság négyszeresét képes megtenni a becsapódás előtt.[2]